# 10332 Défi
10332 Défi eller 1991 JT1 är en asteroid i huvudbältet som upptäcktes den 13 maj 1991 av de båda amerikanska astronomerna Carolyn S. Shoemaker och David H. Levy vid Palomar-observatoriet. Den är uppkallad efter Défi Corporatif Canderel.
Asteroiden har en diameter på ungefär 7 kilometer.